# 迎阳报春
迎阳报春（学名：Primula oreodoxa）为报春花科报春花属下的一个种。

## 扩展阅读
- 維基物種上的相關：迎阳报春